# Przyrost etniczny
Przyrost etniczny – powiększenie się liczebności danej grupy etnicznej w oznaczonym czasie. 
Przyrost etniczny jest sumą wskaźnika przyrostu naturalnego i asymilacji.
Przyrost etniczny jest dodatni gdy suma tych dwóch wskaźników jest dodatnia.